# Hoort
Hoort ist eine Gemeinde im Landkreis Ludwigslust-Parchim in Mecklenburg-Vorpommern (Deutschland). Sie wird vom Amt Hagenow-Land mit Sitz in der Stadt Hagenow verwaltet.
Zu Hoort gehört der Ortsteil Neu Zachun.

## Geografie und Verkehrsanbindung
Die Gemeinde befindet sich zirka 14 Kilometer südlich von Schwerin und liegt im Gleisdreieck Schwerin – Hagenow – Ludwigslust. Nahe Alt Zachun erreicht man den nächsten Bahnhof, die Haltestelle Zachun. Die Bundesautobahn 24 verläuft etwa 2,5 Kilometer südlich der beiden Ortsteile.
Umgeben wird Hoort von den Nachbargemeinden Alt Zachun im Norden, Sülstorf im Nordosten, Uelitz im Osten, Rastow im Südosten, Kirch Jesar im Südwesten, Hagenow im Westen (Berührungspunkt) sowie Bandenitz im Nordwesten.

## Geschichte
Die erste urkundliche Erwähnung Hoorts stammt aus dem Jahre 1227. Hoort gehörte in der Zeit von 1227 bis 1550 zur Johanniterkomturei Kraak. Neu Zachun wurde 1570 erstmals erwähnt; in dem Bericht ging es um eine angelegte Schäferei eines gewissen Ulrich Pens aus Toddin. Durch anfänglich zerstreute Besiedlung und spätere Lückenbebauung ergibt sich in beiden Ortsteilen das Bild von typischen Straßendörfern. Die Bevölkerungszahl wuchs nach dem Zweiten Weltkrieg durch die Ansiedlung von Vertriebenen und Heimatlosen. Gut erhalten ist die alte Dorfschule, die nun als Wohnhaus genutzt wird.
Hoort bildete mit Alt Zachun und Neu Zachun von 1974 bis zum 2. März 1983 die Gemeinde Zachun. Nach deren Auflösung wurde Neu Zachun wieder ein Ortsteil von Hoort.

## Politik

### Gemeindevertretung und Bürgermeister
Der Gemeinderat besteht (inkl. Bürgermeisterin) aus 8 Mitgliedern. Die Wahl zum Gemeinderat am 26. Mai 2019 hatte folgende Ergebnisse:
| Partei/Bewerber                    | Prozent | Sitze |
| ---------------------------------- | ------- | ----- |
| Wählergruppe Feuerwehr             | 31,71   | 3     |
| Frauentreff                        | 28,62   | 2     |
| Bürgerinitiative Hoort macht mobil | 26,33   | 2     |
| Einzelbewerber Eriksen             | 7,42    | 1     |

Bürgermeisterin der Gemeinde ist Iris Feldmann, sie wurde mit 61,20 % der Stimmen gewählt.

### Dienstsiegel
Die Gemeinde verfügt über kein amtlich genehmigtes Hoheitszeichen, weder Wappen noch Flagge. Als Dienstsiegel wird das kleine Landessiegel mit dem Wappenbild des Landesteils Mecklenburg geführt. Es zeigt einen hersehenden Stierkopf mit abgerissenem Halsfell und Krone und der Umschrift „GEMEINDE HOORT • LANDKREIS LUDWIGSLUST-PARCHIM“.

## Sehenswürdigkeiten

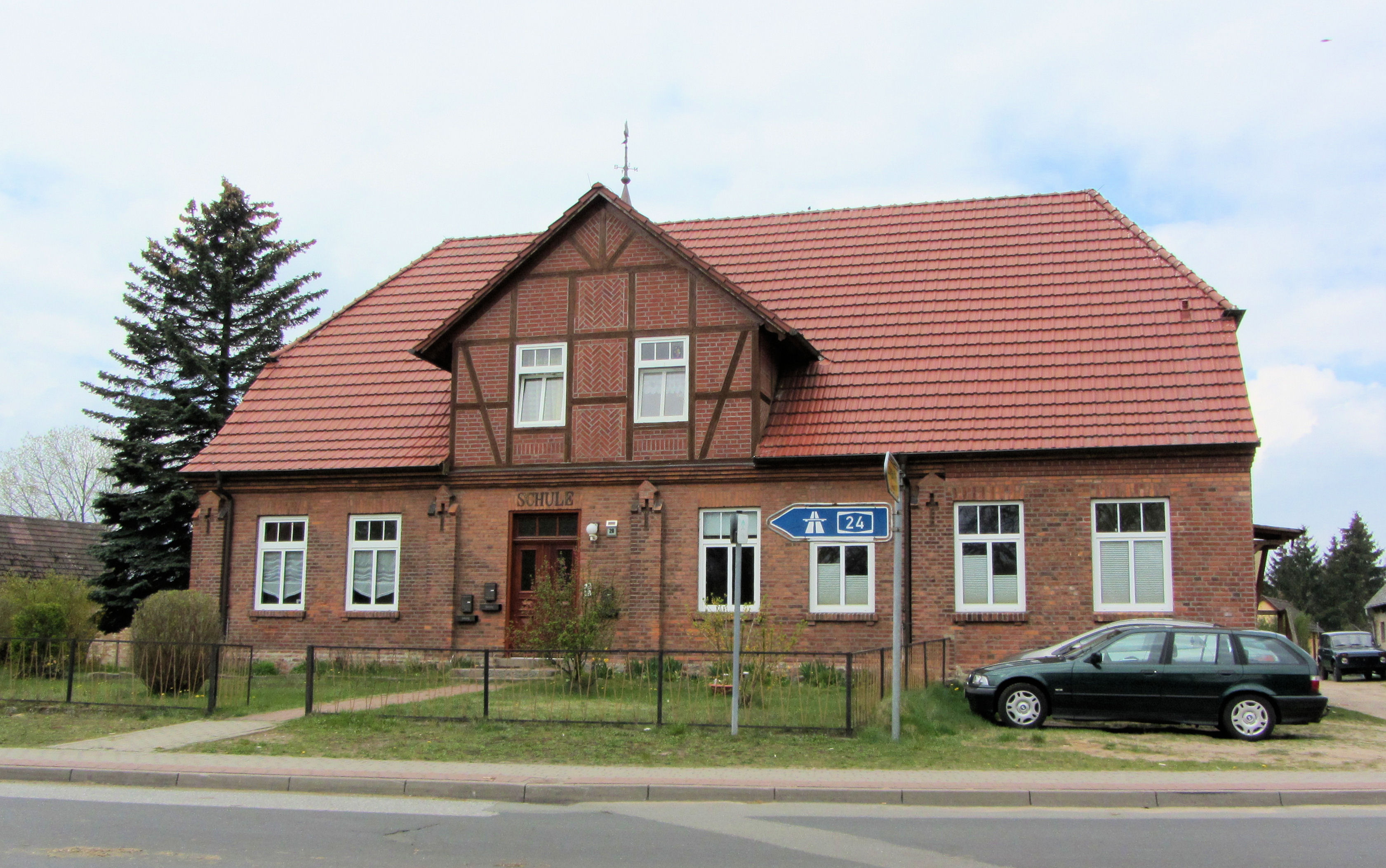
Ehemalige Schule in Hoort

Die Baudenkmale der Gemeinde sind in der Liste der Baudenkmale in Hoort aufgeführt.

## Sport
Im Ortsteil Neu Zachun befindet sich auf dem Kiessee eine Wasserskianlage.